# لازار ستانيشيتش
لازار ستانيشيتش هو لاعب كرة قدم صربي في مركز الدفاع، ولد في 5 يوليو 1984 في شاباتس في صربيا. لعب مع غيور تورنا أوزتالي ونادي رابوتنيتشكي ونادي فاردار.